# Кхедекар, Аюш Махеш
Аюш Махеш Кхедекар (маратхи आयुष महेश खेडेकर; англ. Ayush Mahesh Khedekar; род. 5 апреля 2000, Мумбаи, Махараштра) — индийский ребёнок-актёр, наиболее известный по исполнению роли главного героя (в детстве) в фильме «Миллионер из трущоб» (2008). Наряду с другими актёрами этого фильма был награждён Премией Гильдии киноактёров США в номинации «лучший актёрский состав в игровом кино».

## Биография
Аюш родился в городе Мумбаи, 5 апреля 2000 года, в семье среднего класса. Его отец Махеш раньше был актёром, но вскоре после рождения сына оставил театр, стал работать инженером в авиационном порту. Его мать Саили — учительница в средней школе. Также у Аюша есть младший брат Сохан.
Кхедекар с четырёх лет снимался в рекламе, приняв участие в роликах таких компаний, как Colgate, Kelloggs и банка HDFC. Помимо этого он сыграл в сериалах Baa Bahoo Aur Baby, Kayamath, Karam Apna Apna и Fakt Ladh Mhana.
Знаменитым его сделал фильм «Миллионер из трущоб» (2008), который собрал в прокате 378 миллионов долларов и был награждён премией «Оскар» за лучший фильм. За свою роль Аюш получил множество похвал от аудитории и критиков. Его выступление также было отмечено номинацией Премии британского независимого кино за самый многообещающий дебют, премией Ассоциации кинокритиков Феникса в категории «лучший молодой исполнитель» в 2008 году и Премией Гильдии киноактёров США за лучший актёрский состав в игровом кино (совместно с десятью другими актёрами) в 2009.
В то время как двое других юных актёров «Миллионера из трущоб» после съёмок вернулись к обычной жизни, Аюш подписал контракт на съёмки в индийско-швейцарском фильме Shyam's Secret и принял участие в его продвижении в Каннах. В 2014 году должен был выйти ещё один его фильм Gandhi of the Month, в котором также снялся известный американский актёр Харви Кейтель. Также сообщается, что все трое детей-актёров фильма «Миллионер из трущоб» воссоединятся в фильме Lord Owen’s Lady, который пока готовится к съёмкам.
В 2016 году Аюш исполнил роль второго плана в криминальной драме Jai Gangaajal и главную роль в ориентированном на семейный просмотр Ek Tha Hero.

## Фильмография
- 2005—2010 — Baa Bahoo Aur Baby — Гуллел
- 2006—2009 — Karam Apnaa Apnaa
- 2008 — Миллионер из трущоб / Slumdog Millionaire — Джамаль в детстве
- 2011 — Fakta Ladh Mhana — Пани Кам
- 2015 — Carpet Boy — Икбал
- 2016 — Слава водам Ганга / Jai Gangaajal — Нагеш
- 2018 — Один из них был героем / Ek Tha Hero — Джигнеш
- 2019 — Я умру / Marjaavaan
- Gandhi of the Month — Варун Бапат (в производстве)